# Onthophagus bokiaunus
Onthophagus bokiaunus là một loài bọ cánh cứng trong họ Bọ hung (Scarabaeidae).